# Терренс Агард
Терренс Агард (16 квітня 1990 , Віллемстад ) — нідерландський легкоатлет, що спеціалізується на спринті, срібний призер Олімпійських ігор 2020 року.

## Кар'єра
| Рік                    | Змагання                        | Місце проведення          | Місце                  | Дисципліна                   | Результат              | Примітки               |
| Представник Нідерланди | Представник Нідерланди          | Представник Нідерланди    | Представник Нідерланди | Представник Нідерланди       | Представник Нідерланди | Представник Нідерланди |
| ---------------------- | ------------------------------- | ------------------------- | ---------------------- | ---------------------------- | ---------------------- | ---------------------- |
| 2014                   | Чемпіонат Європи                | Цюрих, Швейцарія          | 11 (з.)                | естафета 4×400 метрів        | 3:05.93                |                        |
| 2015                   | Світові легкоатлетичні естафети | Нассау, Багамські Острови | —                      | естафета 4×400 метрів        | DNF                    |                        |
| 2015                   | Чемпіонат Європи в приміщенні   | Прага, Чехія              | 19 (з.)                | біг на 400 метрів            | 47.59                  |                        |
| 2016                   | Чемпіонат Європи                | Амстердам, Нідерланди     | 7                      | естафета 4×400 метрів        | 3:04.52                |                        |
| 2017                   | Чемпіонат Європи в приміщенні   | Белград, Сербія           | —                      | біг на 400 метрів            | DNF                    |                        |
| 2019                   | Світові легкоатлетичні естафети | Йокогама, Японія          | 5                      | естафета 4×400 метрів        | 3:05.15                |                        |
| 2021                   | Світові легкоатлетичні естафети | Хожув, Польща             | 8                      | естафета 4×400 метрів        | 3:21.02                |                        |
| 2021                   | Олімпійські ігри                | Токіо, Японія             | 2                      | естафета 4×400 метрів, мікст | 2:57.18                |                        |
| 2022                   | Чемпіонат світу в приміщенні    | Белград, Сербія           | 3                      | естафета 4×400 метрів        | 3:06.90                |                        |